# Lutrin de l'église Notre-Dame de Bulat

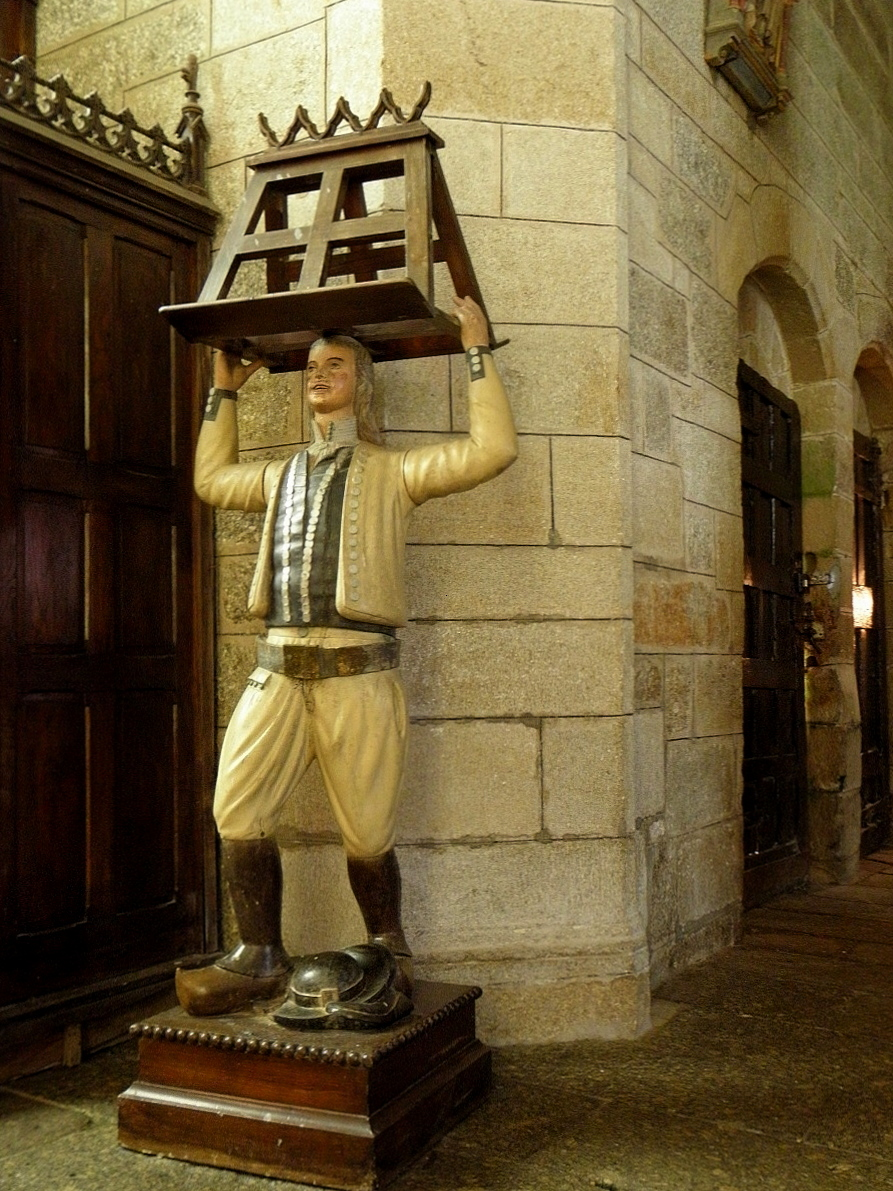
Lutrin de Bulat

Le lutrin de l'église Notre-Dame à Bulat, un hameau de la commune Bulat-Pestivien du département des Côtes-d'Armor dans la région Bretagne en France, est une œuvre exécutée vers 1860. Le lutrin en bois polychrome est classé monuments historiques au titre d'objet depuis le 21 décembre 1978.
Le lutrin en forme décorative de statue, commandé par la paroisse au sculpteur Chamaillard, mesure 231 x 83 cm. Le personnage porte le traditonnel costume d'apparat, composé du gilet noir mille boutons et du bragou braz, pantalon bouffant serré au-dessus du genou dans des guêtres. Ce jeune paysan vannetais serait l'un des derniers lutrins anthropomorphes de Bretagne.